# 이충남
이충남(李忠男, 1944년 6월 28일 ~ )은 삼성 라이온즈의 감독을 역임한 재일 한국인 야구인이다. 일본 이름은 야마모토 다다오(山本忠男)이다. 현재로서 류코쿠 대학 야구부의 코치를 맡고 있다.

## 생애
헤이안 고등학교 3학년에 봄의 선발, 여름의 선수권에서 4번타자로 출장하였다.
고등학교 졸업 이후에는 류코쿠(龍谷) 대학으로 진학하여 4번타자·3루수로 활약하고, 간사이 6대학 리그에서 통산 77경기 273타수 63안타 타율.231 4홈런으로 기록하며, 1966년 제2차 지명회의에서 난카이 호크스의 지명 2순위로 입단하였다. 포지션은 2루수(내야수)였고 1967년에 선수 데뷔하였다. 이후 1972년에 선수 생활을 은퇴하여 1973년부터 난카이에서 코치 생활을 하다가 1977년 시즌 이후, 노무라 가쓰야의 감독 해임 논란 때문에 난카이 구단한테서 강한 위류 요청을 받아 노무라 감독과 함께 퇴단하였다. 1978년부터 한큐 브레이브스로 이적하여 1979년까지 2군 코치, 1980년~1982년 동안 1군 수비주루 코치로 활약하였다. 일본에서 그는 데이터 야구의 원조로서 각 팀의 전력 분석으로 이름을 날렸다.
OB 베어스에 밀려 원년 우승에 실패한 삼성 라이온즈는 그 책임을 물어 경북고등학교 시절부터 서영무 감독의 오른팔이었던 임신근 투수코치를 해임하고, 이충남을 "수석 코치"라는 생소한 직위로 영입했는데 이에 앞서 해태 타이거즈 감독 물망에 올랐으나 언어 문제 때문에 무산됐다. 서영무 감독은 이충남 조감독의 영입을 자신에 대한 삼성 라이온즈 구단의 냉대라고 불만을 표시하여 1983년 시즌이 시작한 후 한 달만에 건강상의 문제를 들어 전격 사임하였다. 이충남은 남은 기간 동안 감독 대행의 직위로 삼성 라이온즈를 지휘하였다. 비록 감독 대행이었지만 삼성 라이온즈 구단에서는 공식적으로 이충남을 제 2대 감독으로 인정하고 있다.
그러나 한국어를 전혀 못 하는 데다가, 일본인이나 다름없는 배경으로 짧은 시간 내에 대한민국 선수들의 성격을 파악하지 못하여 팀의 성적은 신통치 않았다. 1983년 삼성 라이온즈는 전기 리그 5위, 후기 리그 2위를 차지해 전체 4위의 성적으로 마감하여 1년 만에 해임되었다. 비록 짧은 시간 동안 삼성을 맡았지만, 그의 재임 하에 삼성 라이온즈의 내야 수비가 안정화되었고 불모지나 다름없던 데이터 분석이라는 선진 야구 기법이 대한민국에 도입되어 이후 1984년과 1985년의 삼성 라이온즈의 전성기에 기여했다. 前 간사이 TV 아나운서 구와바라 쇼헤이와 히야마 신지로(前 한신 타이거스 외야수)의 큰 어머니는 이충남의 중학교 동급생이다.

## 선수 성적

### 연도별 타격 성적
| 연도 | 팀명   | 타율  | 경기 | 타석 | 타수 | 득점 | 안타 | 2루타 | 3루타 | 홈런 | 루타 | 타점 | 도루 | 도실 | 희생타 | 희생플라이 | 볼넷 | 고의사구 | 사구 | 삼진 | 병살 | 실책 |
| ---- | ------ | ----- | ---- | ---- | ---- | ---- | ---- | ----- | ----- | ---- | ---- | ---- | ---- | ---- | ------ | ---------- | ---- | -------- | ---- | ---- | ---- | ---- |
| 1967 | 난카이 | 0.214 | 26   | 30   | 28   | 3    | 6    | 1     | 0     | 2    | 13   | 3    | 1    | 0    | 0      | 0          | 1    | 0        | 1    | 7    | 0    | 2    |
| 1968 | 난카이 | 0.240 | 29   | 28   | 25   | 2    | 6    | 0     | 0     | 1    | 9    | 2    | 2    | 0    | 0      | 0          | 1    | 0        | 2    | 9    | 0    | 1    |
| 1969 | 난카이 | 0.259 | 18   | 27   | 27   | 3    | 7    | 1     | 0     | 0    | 8    | 2    | 2    | 0    | 0      | 0          | 0    | 0        | 0    | 5    | 0    | 0    |
| 1970 | 난카이 | 0.293 | 87   | 187  | 174  | 33   | 51   | 10    | 0     | 7    | 82   | 18   | 5    | 2    | 1      | 2          | 10   | 1        | 1    | 22   | 3    | 7    |
| 1971 | 난카이 | 0.196 | 50   | 61   | 56   | 7    | 11   | 0     | 0     | 0    | 11   | 2    | 0    | 0    | 0      | 0          | 4    | 0        | 0    | 4    | 1    | 1    |
| 1972 | 난카이 | 0.148 | 19   | 28   | 27   | 1    | 4    | 1     | 0     | 0    | 5    | 3    | 0    | 0    | 1      | 0          | 0    | 0        | 0    | 2    | 0    | 1    |
| 통산 | 6시즌  | 0.252 | 229  | 361  | 337  | 49   | 85   | 13    | 0     | 10   | 128  | 30   | 10   | 2    | 2      | 2          | 16   | 1        | 4    | 49   | 4    | 12   |

## 등번호
- 26 (1967년 ~ 1972년)
- 75 (1973년 ~ 1977년)
- 70 (1978년 ~ 1982년)

## 출신 학교
- 헤이안 고등학교
- 류코쿠 대학